# Tuhohi
Tuhohi (Tohohai, Tuohayi).- Pleme Indijanaca iz grupe Buena Vista Yokuta, porodica Mariposan,  s donjeg toka Kern Rivera u Kaliforniji, u kraju gdje ona utječe u jezero Tulare, i po svoj prilici su se širili sve do jezera Grass Lake (Swanton). Lokacija njihovog sela Tahayu nije poznata. 